# Cilindro (serratura)

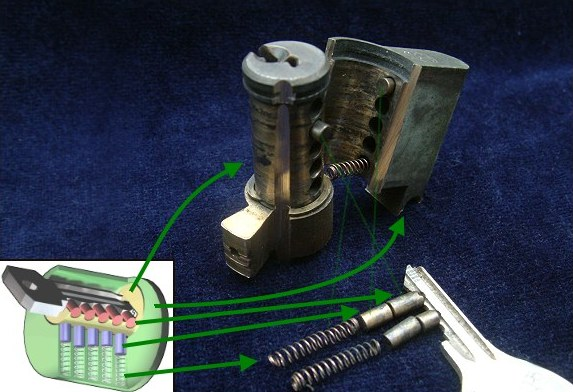
Serratura a cilindro con chiave

Un cilindro è un dispositivo, collegato direttamente alla serratura, che permette l'apertura o la chiusura di un serramento ove ne è previsto l'utilizzo.
Esistono molti tipi diversi, ma il sistema base è costituito da un sistema a molle e pistoncini che vengono mossi da una chiave, che permette lo sblocco della serratura. Il dispositivo venne originariamente brevettato da Linus Yale nel 1865.

## Funzionamento
L'apertura è resa possibile da un movimento circolatorio a 360 gradi con una chiave apposita che fa ruotare dei pistoncini azionati da un sistema a molle contenuto nella stessa serratura; le fasi di azionamento e il funzionamento può essere rappresentato graficamente come segue:

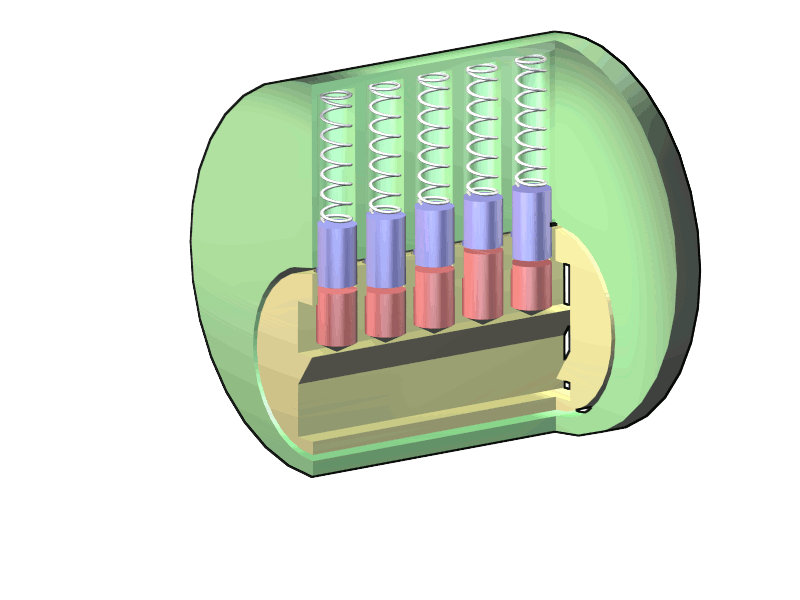
Spaccato di un cilindro a serratura chiusa: si nota come i pistoncini abbiano differenti altezze
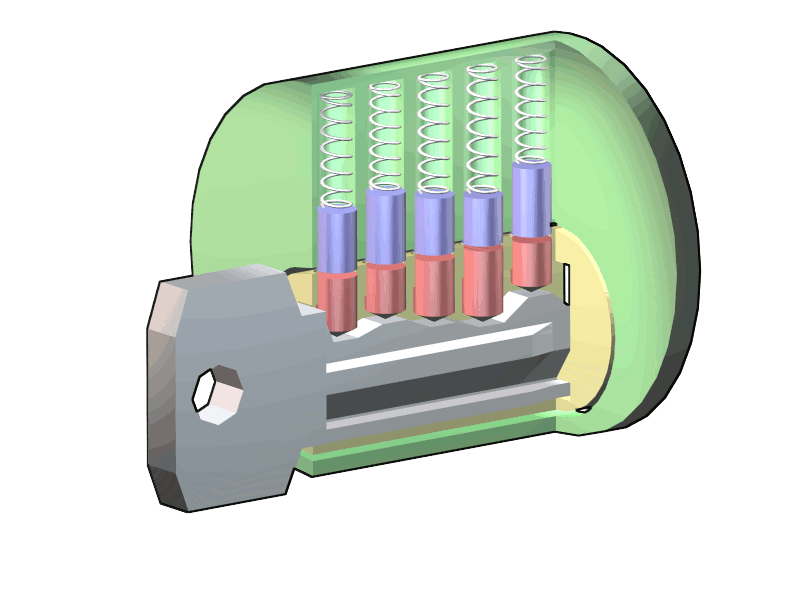
Spaccato di un cilindro a serratura chiusa con la chiave inserita: i pistoncini vengono allineati in modo da permettere l'apertura
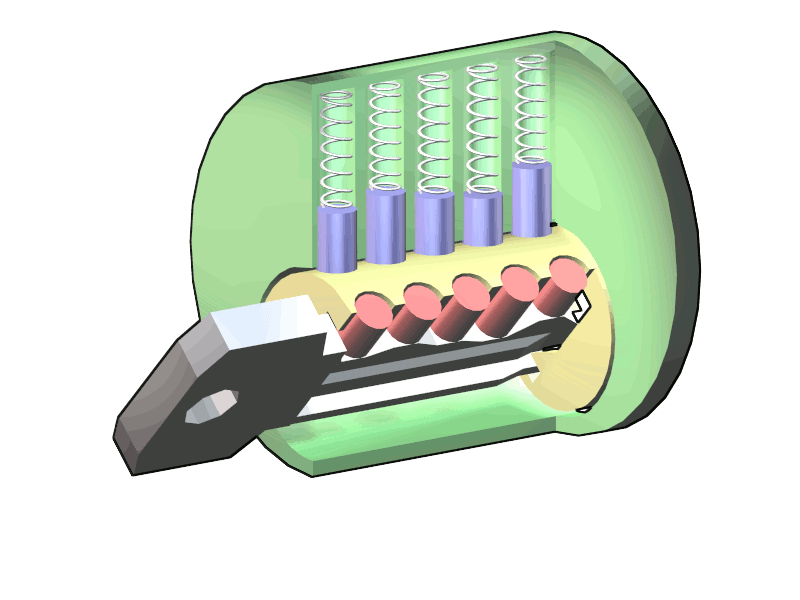
Spaccato di un cilindro con la chiave inserita e serratura aperta

## Le problematiche antiscasso
La semplice chiusura senza il "giro di chiave" è estremamente vulnerabile; l'azione che permette l'apertura non autorizzata e soprattutto senza effrazione è chiamato key bumping. Il bumping è quel fenomeno che grazie al salto rapido dei pistoncini permette, con una chiave a cifrature profonde, l'allineamento dei pistoncini e la conseguente apertura del cilindro. Questa tecnica è usata soprattutto per l'apertura di locali sequestrati e per aperture di porte ove la chiave è andata persa o rubata, tuttavia vi sono in commercio anche serrature con pistoncini detti "a T" o "a fungo" che hanno una piccola calotta nella parte superiore che rende più difficile la manipolazione con grimaldelli

## Prassi di tutela
Il mercato offre dei cilindri con sistemi che rendono più difficile l'apertura non autorizzata; in commercio sono altresì presenti dei cilindri che al loro interno hanno un sistema a dischi, che rende praticamente impossibile l'apertura senza effrazione.
È buona norma prestare attenzione anche alla scelta del serramento, è ovvio che su una porta blindata è controproducente installare un cilindro a basso costo e viceversa. Buona norma è tenere le estremità del cilindro il più possibile a filo con la porta per evitare che il malintenzionato possa avere un aggrappo sul cilindro, non a caso capita spesso che l'intrusione avvenga grazie allo strappamento/rottura del cilindro sulla porta.
Oppure occorre dotarsi di defender, che è un dispositivo corazzato antitrapano, che copre interamente il cilindro, tenendo scoperta solo la zona di inserimento della chiave, anche se con le ultime innovazioni di mercato esistono defender che coprono anche quest'ultima.